# Vladímir Kará-Murzá
Vladímir Vladímirovich Kará-Murzá (en ruso: Влади́мир Влади́мирович Кара́-Мурза́; 7 de septiembre de 1981) es un político, periodista, autor, cineasta y opositor ruso. Protegido de Borís Nemtsov, se desempeña como vicepresidente de Rusia Abierta, una ONG fundada por el empresario ruso y exoligarca Mijaíl Jodorkovski, que promueve la sociedad civil y la democracia en Rusia. Fue elegido miembro del Consejo de Coordinación de la Oposición Rusa en 2012 y se desempeñó como líder adjunto del Partido de la Libertad del Pueblo de 2015 a 2016. Ha dirigido dos documentales, Eligieron la libertad y Nemtsov. A partir del 2021, actúa como miembro principal del Centro Raoul Wallenberg para los Derechos Humanos. Fue galardonado con el Premio al Coraje Civil en 2018.

## Primeros años, familia y educación
Vladímir Vladímirovich Kará-Murzá nació en Moscú el 7 de septiembre de 1981. Es hijo del periodista y presentador de televisión ruso Vladímir Alekséievich Kará-Murzá, crítico abierto de Leonid Brézhnev y partidario de las reformas bajo Borís Yeltsin. Su padre era bisnieto del revolucionario letón Voldemārs Bisenieks y bisnieto del primer embajador de Letonia en Gran Bretaña, Georgs Bisenieks, ambos asesinados por la NKVD. El agrónomo y editor letón Jānis Bisenieks era su hermano mayor.
Es sobrino de Serguéi Kará-Murzá, un historiador, químico y filósofo soviético/ruso. Son miembros de la familia Kará-Murzá, descendientes de un aristócrata tártaro que se asentó en Moscú y se convirtió al cristianismo en el siglo XV d. C. (El apellido traducido significa "Señor Negro").
Vladímir obtuvo una licenciatura y una maestría en Historia en la Universidad de Cambridge.
Tiene una esposa llamada Yevguenia, con la cual tiene tres hijos.

## Trabajo como periodista, cineasta y autor
Kará-Murzá se convirtió en periodista a la edad de 16 años. Trabajó como corresponsal en Londres para una sucesión de medios de comunicación rusos: los periódicos Nóvye Izvestia (1997–2000) y Kommersant, de septiembre del 2000 a junio del 2003 y en la estación de radio Eco de Moscú de septiembre del 2001 a junio del 2003. Vladímir luego se convirtió brevemente en corresponsal de asuntos exteriores de Kommersant (2003-2004) y corresponsal en Washington de la BBC (2004-2005). En 2002, fue editor en jefe de la publicación financiera con sede en Londres Russian Investment Review. En abril del 2004, asumió el cargo de jefe de la oficina en Washington de la cadena de televisión RTVi , cargo que ocupó durante los siguientes nueve años. El 1 de septiembre del 2012, fue despedido de este cargo.

### They Chose Freedom, una serie documental (2005)
En 2005, produjo un documental de televisión que consta de cuatro partes titulado Ellos eligieron la libertad y dedicado a la historia del movimiento disidente soviético. El documental se basó en entrevistas con disidentes rusos, incluidos Vladímir Bukovski, Yelena Bónner y Serguéi Kovaliov. Se emitió por primera vez en octubre del 2005.
Desde entonces, se ha proyectado en varios lugares de Europa y América del Norte, con subtítulos agregados en inglés. El 24 de marzo de 2014, Kará-Murzá, Anne Applebaum y Vladímir Bukovski participaron en una discusión después de la proyección de la película en Londres.

### Spotlight on Russia(2010)
Desde 2010, Kará-Murzá ha escrito un blog semanal titulado Spotlight on Russia, para World Affairs Journal.
A fines de 2014 y principios de 2015, escribió sobre una serie de tendencias antidemocráticas en Rusia. El presidente Vladímir Putin, por ejemplo, había retomado la práctica soviética de despojar a los disidentes de su ciudadanía rusa. Como resultado de este y otros actos, Kará-Murzá instó al Consejo de Europa a no restaurar los derechos de voto de Rusia, suspendidos desde la anexión de Crimea en 2014. Los equipos del Spetsnaz del Kremlin, escribió en diciembre de 2014, estaban disolviendo las reuniones de la oposición. Por lo tanto, la palabra de Putin fue "falta de valor", escribió Kará-Murzá, citando como evidencia las declaraciones falsas hechas por el presidente ruso y sus promesas incumplidas. 

### Reforma o revolución(2011)
En 2011, Kará-Murzá publicó su primer libro, Reforma o revolución: historia del intento de formar un gobierno responsable en la primera Duma de Estado, que relata el intento fallido de los kadetes o Partido Democrático Constitucional (KD) de formar un gobierno responsable durante la breve existencia del primer parlamento ruso o Duma Imperial de Rusia de abril a julio de 1906. Basado en el registro parlamentario original de 1906 y los informes de periódicos contemporáneos, así como las memorias de los participantes de los eventos, el libro se presentó tanto en Moscú como en San Petersburgo.

### El fin de la tregua olímpica rusa(2014)
En febrero del 2014, Kará-Murzá advirtió en un artículo de opinión para The Wall Street Journal que Putin había suavizado su respuesta a la oposición durante los Juegos Olímpicos de Sochi realizados en 2014. Cuando el prestigioso evento internacional había terminado, el presidente ruso volvía rápidamente a su antiguo comportamiento opresivo. Apenas unas horas después de la ceremonia de clausura en Sochi, un tribunal de Moscú condenó a prisión a siete de los manifestantes de la plaza Bolótnaya de mayo de 2012.
La presión se ejerció no solo dentro de Rusia, la televisión nacional de Rusia había estado transmitiendo "llamamientos llenos de odio para aplastar a los manifestantes en Kiev" durante varias semanas a principios de 2014, señaló Kará-Murzá. Para Putin, explicó, "mantener el statu quo en Ucrania no se trataba principalmente de preservar una esfera de influencia postsoviética o recrear un imperio dirigido por Moscú". El presidente ruso temía que "una Ucrania democrática y proeuropea" sentaría "un precedente 'peligroso' para Rusia" y que sería "solo cuestión de tiempo" que los ciudadanos rusos empezaran a exigir niveles similares de libertad política y económica.

## Actividad política
Del 1999 al 2001, Kará-Murzá fue miembro del partido Elección Democrática de Rusia; de 2001 a 2008, fue miembro de la Unión de Fuerzas de Derecha. También entre 2000 y 2003, se desempeñó como asesor del líder opositor de la Duma Estatal, Borís Nemtsov. Ha estado en la oposición a Vladímir Putin desde el 2000, respaldando al candidato liberal Grigori Yavlinski en las elecciones presidenciales del 2000.

### Candidaturas para las elecciones a la Duma Estatal (2003)
Vladímir fue candidato a las elecciones al parlamento ruso, o Duma Estatal, en las elecciones parlamentarias de 2003, en el distrito Chertánovski de Moscú. Su candidatura fue respaldada conjuntamente por la Unión de Fuerzas de Derecha y el partido Yábloko. Durante la campaña, se utilizaron varios métodos clandestinos contra él: el candidato del partido gobernante Rusia Unida, Vladímir Grúzdev, intentó eliminarlo de la boleta electoral, se apagaron las luces de las vallas publicitarias de su campaña y el sonido durante sus debates televisados, y se descubrió un fraude electoral el día de las elecciones. El periodista británico Andrew Jack nombró al distrito de Chertánovski como un caso de manipulación electoral en la votación de Rusia de 2003 en su libro Inside Putin's Russia. Según los resultados oficiales, Grúzdev recibió 149.069 votos (53,8%); Kará-Murzá, 23.800 votos (8,6%); y el candidato del Partido Comunista Serguéi Serioguin 18.992 votos (6,9%).

### Bukovski se presenta para presidente (2007–2008)
En enero de 2004, cofundó el Comité 2008, un grupo de oposición dirigido por Borís Nemtsov y Garri Kaspárov. En mayo del 2007, nominó al veterano activista de derechos humanos y escritor Vladímir Bukovski como candidato de la oposición democrática a la presidencia de Rusia en las elecciones de 2008. "La oposición necesita un candidato a presidente: fuerte, intransigente, decisivo, con una autoridad política irreprochable y, lo que es más importante, moral", dice el comunicado escrito por Kará-Murzá en nombre del comité de campaña de Bukovski. "Rusia necesita su propio Václav Havel, no un nuevo sucesor de la KGB".
De mayo a diciembre del 2007,  presidió el comité de campaña de Bukovski, que incluía, entre otros, al académico Yuri Ryzhov, al escritor y satírico Víktor Shenderóvich, al columnista Andréi Piontkovski, al abogado Yuri Schmidt, al activista de derechos humanos Aleksandr Podrabínek y al analista político Vladímir Pribylovski. En octubre del 2007, Kará-Murzá fue uno de los organizadores de la Concentración de personas libres celebrada en la plaza Triumfálnaya de Moscú en apoyo a la nominación presidencial de Bukovski.
El 16 de diciembre de 2007, Bukovski fue debidamente nominado como candidato presidencial por 823 miembros de una asamblea de votantes en Moscú (la ley requería al menos 500 personas para apoyar tal nominación). En la misma reunión, Kará-Murzá fue elegido representante plenipotenciario de Bukovski ante la Comisión Central Electoral de Rusia. El 22 de diciembre de 2007, la Comisión se negó a registrar a Bukovski como candidato a la presidencia, negando así el acceso de Bukovski a la boleta electoral.

### La oposición extraparlamentaria de Rusia
En diciembre del 2008, en la convención de fundación de Solidárnost, el movimiento democrático unido de Rusia, Kará-Murzá fue elegido miembro del consejo federal del movimiento, ubicándose en segundo lugar entre 77 candidatos, detrás de Nemtsov. Fue reelegido al consejo de Solidárnost en 2010 y 2013.
En 2012, participó en las protestas callejeras en Moscú contra el gobierno de Putin, las mayores manifestaciones a favor de la democracia en Rusia desde 1991. 
En junio del 2012, Kará-Murzá fue elegido miembro del consejo federal del Partido de la Libertad del Pueblo, copresidido por Borís Nemtsov, Mijaíl Kasiánov y Vladímir Ryzhkov.
En octubre del mismo año, fue elegido miembro del Consejo de Coordinación de la Oposición Rusa, ubicándose en el puesto 21 de 169 candidatos y recibiendo un total de 20.845 votos.

### Instituto de Rusia Moderna (2012)
Poco después, el 1 de noviembre del 2012, el Instituto de Rusia Moderna contrató a Kará-Murzá como asesor principal de políticas de la organización; "Es un honor para mí unirme a este distinguido instituto y contribuir a su misión de mantener la atención sobre la situación en Rusia y abogar por la democracia, los derechos humanos y el estado de derecho", dijo Kará-Murzá, "Estos valores deben mantenerse a la vanguardia de las relaciones internacionales". Participó en paneles de discusión sobre el futuro de Rusia en la Fundación Heritage en febrero y octubre de 2013, con Pável Jodorkovski (hijo del ex empresario y filántropo Mijaíl Jodorkovski) y otros, en un debate similar organizado por la National Endowment for Democracy.

### Rusia Abierta
Kará-Murzá es coordinador de la Fundación Rusia Abierta, fundada por Mijaíl Jodorkovski. La organización fue creada con el objetivo de promover la sociedad civil y la democracia en Rusia, al tiempo que revocaba el control del poder por parte de Putin. Lanzado en 2014, Rusia Abierta ha sido fundamental para educar a los ciudadanos rusos sobre la democracia occidental, al mismo tiempo que pone en contacto a los grupos de oposición y activistas con el apoyo de Occidente. Kará-Murzá es vicepresidente y encabeza el proyecto de elecciones abiertas diseñado para promover elecciones libres y justas en Rusia; una tarea que ha señalado es extremadamente difícil dada la capacidad del gobierno para silenciar a la oposición y manipular las elecciones. También se dirige con frecuencia a escenarios internacionales para promover una mayor cooperación y discusión entre las naciones.

### Portador del féretro del funeral de John McCain
En abril de 2018, el senador estadounidense John McCain envió a Kará-Murzá un mensaje en el que revelaba que McCain había sido diagnosticado con cáncer cerebral y solicitaba que Kará-Murzá (que había trabajado con McCain en temas relacionados con Rusia desde 2010), sirviera como portador del féretro en la eventual funeral del senador. Kará-Murzá dijo más tarde que estaba "sin palabras", "con el corazón roto" y "al borde de las lágrimas", y que hacerlo sería "el honor más desgarrador en el que cualquiera podría pensar". McCain murió el 25 de agosto, y Kará-Murzá se unió a otros catorce elegidos por el propio McCain, incluido el entonces exvicepresidente Joe Biden y el actor Warren Beatty, como portador del féretro en el funeral de McCain en la Catedral Nacional de Washington el 1 de septiembre. La elección de Kará-Murzá por parte de McCain fue descrita por Politic como un "empujón final" a Putin, de quien McCain fue un crítico vocal, y al presidente de los Estados Unidos, Donald Trump, por su aparente cercanía con el presidente ruso.

## Ley Magnitski
Como periodista y figura pública que hablaba inglés con fluidez y residía en los Estados Unidos, Kará-Murzá desempeñó un papel destacado en los acontecimientos que llevaron, en 2012, a la aprobación de la Ley Magnitski por el Congreso de los Estados Unidos.
En julio de 2012, Kará-Murzá informó que se le había negado el acceso unos días antes a la Embajada de Rusia en Washington D. C. Esta decisión se tomó por orden del propio embajador, con el argumento de que Kará-Murzá "ya no era un periodista". Sin embargo, no fue hasta el 1 de septiembre que se hizo pública la destitución de Kará-Murzá como jefe de la oficina de RTVi en Washington. Según varias fuentes, ahora estaba en una "lista negra" y ningún medio de comunicación ruso podía contratarlo como periodista. El motivo de esta prohibición fue su defensa de la Ley de Responsabilidad del Estado de Derecho Serguéi Magnitski, que entonces estaba siendo considerada por el Congreso de los Estados Unidos.
El proyecto de ley lleva el nombre de Serguéi Magnitski, un abogado de Moscú que descubrió un esquema masivo de fraude fiscal que involucraba a varios funcionarios encargados de hacer cumplir la ley y que murió bajo la custodia de esos mismos funcionarios en 2009 después de ser torturado y negado de atención médica. Su propósito era evitar la emisión de visas estadounidenses a personas "responsables de la detención, abuso o muerte de Serguéi Magnitski" (y de "ejecuciones extrajudiciales, tortura u otras graves violaciones de los derechos humanos internacionalmente reconocidos" en Rusia) y para congelar el acceso a cualquier activo basado en los EE. UU. que esas personas puedan tener. La ley también se extendió para cubrir a los funcionarios rusos involucrados en actos de corrupción más amplios y en violaciones de las libertades civiles básicas. Kará-Murzá explicó su apoyo a la ley diciendo que "la perspectiva de perder el acceso a Occidente y sus sistemas financieros... bien podría ser, por ahora, el único desincentivo serio a la corrupción y las violaciones de los derechos humanos por parte de los funcionarios rusos".
Al escribir en National Interest, Mark Adomanis advirtió que la ley Magnitski tenía un costo; dijo que: "Tenía desventajas potenciales" y estaba empeorando "la ya precaria situación de los derechos humanos en Rusia", expulsando del país a "algunos del número cada vez menor de periodistas efectivos de la oposición". En particular, citó el despido de Kará-Murzá, aunque los empleadores del periodista describieron su despido como parte de "una reorganización planificada desde hace mucho tiempo". El líder de la oposición, Borís Nemtsov, informó Adomanis, "sugirió que la decisión de despedir a Kará-Murzá pudo haber venido de un funcionario de muy alto rango: Alekséi Grómov, el jefe adjunto de la administración presidencial" se dedicó en gran parte a los argumentos de los críticos de la ley. Citó el comentario de Kará-Murzá de que el proyecto de ley golpearía a los funcionarios corruptos y violadores de los derechos humanos "donde les duele, cerrando el acceso a sus ganancias ilícitas en Occidente".
El 25 de julio de 2012, Kará-Murzá testificó ante la Comisión Tom Lantos de Derechos Humanos del Congreso de los Estados Unidos sobre los abusos de los derechos humanos en Rusia y describió la Ley Magnitski propuesta como "un proyecto de ley prorruso que proporciona una medida muy necesaria de responsabilidad por aquellos que continúan violando los derechos y libertades de los ciudadanos rusos". Agregó: "La reacción del Kremlin a esta legislación muestra que los golpea precisamente donde más les duele. Quiero aprovechar esta oportunidad para agradecer a los copresidentes McGovern y Wolf por su liderazgo en este tema. Espero que la Ley Magnitski se convierta en ley antes de que finalice este año". En un artículo de diciembre de 2012 coescrito con Nemtsov, Kará-Murzá reiteró su apoyo a la Ley Magnitski, que él y Nemtsov llamaron "una ley pro-rusa que golpea el corazón del sistema mafioso del Kremlin", y agregó que "los rusos, los líderes de la oposición y de la sociedad civil y las figuras culturales, así como una pluralidad de ciudadanos rusos, están a favor de la ley Magnitski".
El 12 de diciembre de 2012, la Ley Magnitski se convirtió en ley en los Estados Unidos.

### Llamamientos para que Canadá y la Unión Europea hagan lo mismo
Kará-Murzá y Nemtsov pidieron a Canadá que aprobara una legislación similar, que entonces estaba siendo considerada por el Subcomité de Derechos Humanos Internacionales de la Cámara de los Comunes del parlamento canadiense.  Escribiendo para Macleans en diciembre de 2012, Michael Petrou informó sobre la visita de Kará-Murzá a Ottawa para instar a la aprobación de la versión canadiense propuesta de la Ley Magnitski, un proyecto de ley de miembros privados presentado por el parlamentario liberal Irwin Cotler: si bien era tarea de los líderes de la oposición rusa, no los extranjeros, esto era "para traer un cambio democrático a Rusia", según Kará-Murzá; "las democracias occidentales aún podrían ayudar a la causa de la democracia rusa a través de la legislación. Aquellos en Rusia que habían abusado y atormentado a Magnitski gobiernan al estilo de Zimbabue o Bielorrusia", escribió Petrou, parafraseando a Kará-Murzá, "pero prefieren Occidente como un lugar seguro para guardar su dinero, comprar segundas casas y enviar a sus hijos a la escuela. Y es en Occidente donde son más vulnerables.”
En junio de 2013, en una entrevista con la televisión France 24, Kará-Murzá discutió la versión propuesta de la Ley Magnitski que se estaba debatiendo en el Parlamento Europeo. Se pronunció a favor de tales leyes y señaló que se estaba ampliando la lista de personas cubiertas por la ley estadounidense. Distinguió entre aquellos en el Parlamento Europeo que eran "amigos de Rusia" y aquellos que eran "amigos de Putin".
En marzo de 2014, señalando que el ruso promedio se opone a la intervención en Ucrania por parte del gobierno de Vladímir Putin, Kará-Murzá afirmó que el mundo "debería responder a la agresión de Putin" imponiendo sanciones contra sus perpetradores. Pidió que la lista de violadores de los derechos humanos rusos a quienes ya se les prohibió, en virtud de la Ley Serguéi Magnitski, viajar a los Estados Unidos y mantener activos allí "se amplíe dramáticamente para incluir a los altos funcionarios del Kremlin responsables del ataque a Ucrania y el represión contra los ciudadanos rusos". También expresó la esperanza de que "la Unión Europea siga pronto con su propia versión de las sanciones de Magnitski". "Aquellos que cometen actos de agresión y abusan de los derechos de sus propios ciudadanos no deberían tener derecho a los privilegios y comodidades del Occidente democrático", dijo.

## Lista de periodistas empleados por el estado

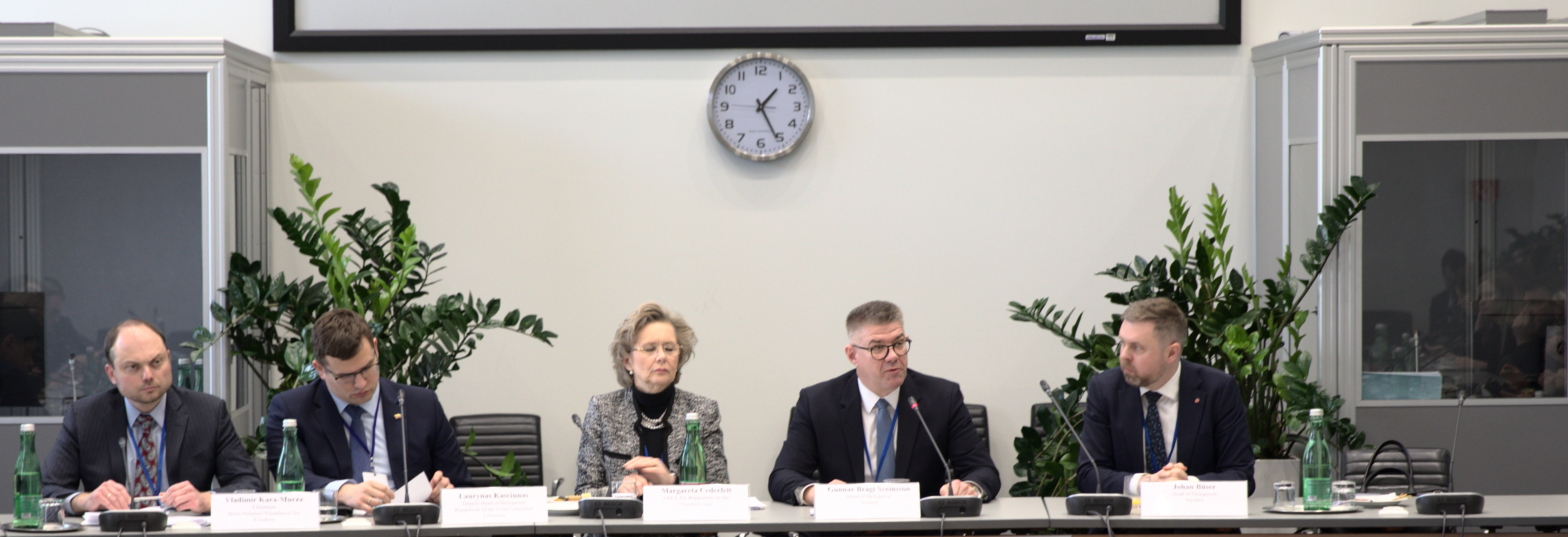
Presentación del informe por la Asamblea Parlamentaria de la Organización para la Seguridad y la Cooperación en Europa en el Hofburg, 2020

El 27 de febrero de 2015, el líder de la oposición Borís Nemtsov fue asesinado de cuatro tiros por la espalda mientras estaba sentado en un puente cerca de la Plaza Roja de Moscú. Según Bill Browder, Kará-Murzá es una protegido de Nemtsov.
A fines de abril de 2015, Kará-Murzá y Mijaíl Kasiánov presentaron una lista de ocho nombres a los miembros de la Cámara de Representantes y el Senado del Congreso de los Estados Unidos. Se trataba de los presentadores de televisión y otros periodistas y comentaristas empleados por el Estado que, según alegaron Kará-Murzá y Kasiánov, habían creado una atmósfera de "odio, intolerancia y violencia" en torno a la figura de Nemtsov en los meses previos a su asesinato a cien metros del Kremlin. Específicamente, las personas nombradas habían declarado en la televisión nacional que Nemtsov era un traidor, un enemigo de Rusia, parte de una "quinta columna" dentro del país, y que habría dado la bienvenida a las fuerzas invasoras alemanas fuera de Moscú en 1941.
Kará-Murzá explicó el llamamiento a los legisladores estadounidenses diciendo que, lamentablemente, los organismos encargados de hacer cumplir la ley de Rusia se negaron a investigar estas declaraciones grabadas y documentadas, aunque la incitación a dañar a una persona también era un delito según el Código Penal de la Federación de Rusia. Estos ocho nombres, esperaba Kará-Murzá, ahora se agregarían a los que ya estaban en la "Lista Magnitski". Los ocho nombres aparecían en el diario Kommersant.
El 18 de mayo de 2015, el diario Komsomólskaya Pravda informó que Evgueni Fiódorov, diputado de la Duma Estatal por Rusia Unida, había solicitado al Comité de Investigación de la Federación de Rusia que evaluara si Kasiánov y Kará-Murzá no habían cometido un acto de traición, bajo el Artículo 275 del Código Penal de Rusia, mediante la presentación de la lista anterior de ocho nombres a los miembros del Congreso de los Estados Unidos. Cuando fue abordado por el periódico, el Comité de Investigación no hizo ningún comentario sobre la declaración del diputado.

## Envenenamientos
En mayo de 2015 y febrero de 2017, Vladímir Kará-Murzá sufrió dos intentos de asesinato mediante envenenamiento, precedidos por un seguimiento de agentes del Servicio Federal de Seguridad (FSB) de Rusia, el mismo equipo que perpetró el envenenamiento de Alekséi Navalny.

### 2015
El 26 de mayo del 2015, Kará-Murzá enfermó repentinamente en Moscú durante una reunión. Había almorzado en un restaurante y luego tuvo una reunión de dos horas, durante las cuales no consumió nada y se sintió normal, antes de enfermarse durante un período de diez a quince minutos, lo que provocó vómitos. Al principio se pensó que tenía problemas cardíacos, pero el tratamiento en una clínica cardíaca especializada no logró detener los síntomas. Kará-Murzá fue luego llevado al hospital en Moscú. Los síntomas iniciales indicaban que podría haber sido envenenado, según los médicos, y luego se le diagnosticó insuficiencia renal.
Tras el asesinato de su colega Borís Nemtsov el 27 de febrero del 2015, y teniendo en cuenta otros casos de envenenamiento, tanto en Rusia (el periodista y diputado de la Duma Yuri Shchekochijin en el 2003, el intento de asesinato de Anna Politkóvskaya en 2004), como en el extranjero (Aleksandr Litvinenko en octubre del 2006) hubo gran preocupación por parte de amigos y familiares. Su esposa Yevguenia instó a que fuera evacuado de Rusia para ser examinado y tratado en el extranjero. El 2 de junio, un portavoz del Partido Republicano de Rusia - Partido de la Libertad del Pueblo anunció que Kará-Murzá había salido del coma y reconoció a su esposa, que ahora estaba junto a su cama. La causa de su repentina enfermedad siguió siendo un misterio, pero en una entrevista con la BBC, su padre comentó: "si alguien quería asustarnos, lo consiguió". Nunca ha habido evidencia concluyente de que Kará-Murzá haya sido envenenado intencionalmente.
Después de su alta del hospital, Kará-Murzá declaró que era difícil "creer que esto fue un accidente", sospechando que fue un envenenamiento intencional, pero señaló que no había forma de estar seguro. El 15 de agosto del 2015, Mijaíl Jodorkovski comentó con alegría que Kará-Murzá había vuelto a trabajar coordinando el proyecto de Elecciones Abiertas. Kará-Murzá trabajó para proporcionar elecciones libres y justas para la Duma Estatal.

### 2017

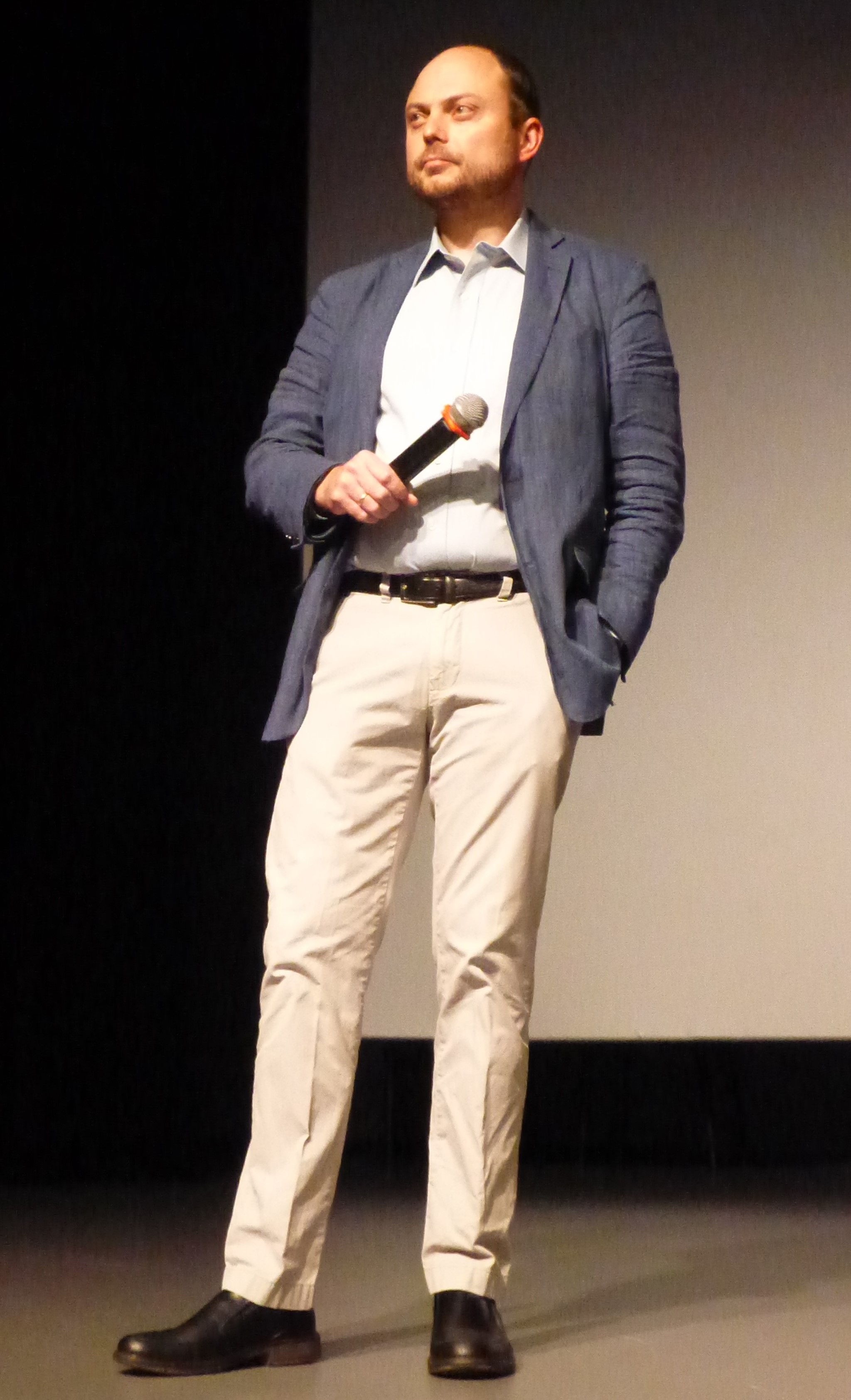
Vladímir Kará-Murzá en junio de 2021

El 2 de febrero de 2017, Kará-Murzá fue hospitalizado nuevamente tras la aparición de los mismos síntomas que su enfermedad anterior. Lo pusieron en un coma inducido médicamente y estaba con soporte vital. Fue tratado en el mismo hospital por el mismo equipo médico que ya le había salvado la vida en 2015.
Según su abogado Vadim Prójorov, fue diagnosticado por el hospital con 'influencia tóxica de una sustancia desconocida'. Fue puesto en libertad el 19 de febrero y se fue al extranjero para su rehabilitación. Su abogado envió al Comité de Investigación de Rusia una solicitud para abrir un caso penal por el presunto envenenamiento. Una solicitud similar después del incidente del 2015 había sido rechazada sin explicación. Sus muestras de sangre se proporcionaron a varios laboratorios, incluido uno afiliado al FBI; pero por razones poco claras, el FBI posteriormente no reveló detalles de sus investigaciones sobre la sustancia que desencadenó la enfermedad del periodista, y un senador estadounidense sugirió que podría ser "clasificada". Otros dos laboratorios, en Francia e Israel, también realizaron pruebas, pero no fueron concluyentes.
En febrero del 2021, una investigación conjunta de Bellingcat con The Insider y Der Spiegel dijo que Kará-Murzá había sido seguido por la misma unidad del FSB que supuestamente envenenó a Alekséi Navalny antes de que enfermara en 2015 y 2017.

## Detención y proceso penal
Vadim Prójorov, su abogado, dijo que Kará-Murzá había sido arrestado el lunes 11 de abril del 2022 acusado de desobedecer órdenes policiales y enfrentaba hasta 15 días de cárcel o una pequeña multa; no quedó claro de inmediato si el arresto estaba relacionado con su oposición a las acciones de Rusia en Ucrania.
El 22 de abril de 2022, un tribunal ruso acusó al opositor de difundir información “falsa” sobre el ejército ruso. El motivo de la causa penal fue su discurso del 15 de marzo ante la Cámara de Representantes de Arizona, en el que denunció la invasión rusa de Ucrania.
En julio, se presentaron nuevos cargos de cooperación con una ONG extranjera "indeseable", por los que enfrentaba hasta seis años de prisión. En octubre, Prójorov dijo que Kará-Murzá enfrentaba nuevos cargos de traición, en los que enfrentaba hasta 20 años de prisión.
En octubre de 2022, Kará-Murzá recibió el Premio Václav Havel de Derechos Humanos.
En abril de 2023, fue finalmente condenado por un tribunal de Moscú a veinticinco años de prisión, acusado de alta traición, cooperación con los países de la OTAN y difusión de información falsa sobre el ejército ruso en la invasión rusa de Ucrania. Kará-Murzá, que se considera perseguido por sus ideas políticas, comparó durante su último turno de palabra la represión llevada a cabo por el régimen de Putin con la represión estalinista.